# Film średniometrażowy
Film średniometrażowy – film, którego długość wynosi od 22 do 55 minut lub od 30 do 70 minut. Ten metraż najczęściej jest stosowany do produkcji filmów telewizyjnych.
W Walencji corocznie odbywa się festiwal filmów średniometrażowych La Cabina. Długość filmów biorących udział w festiwalu wynosi od 30 do 60 minut. We Francji również odbywa się festiwal filmów średniometrażowych, jego nazwa to Brive.